# جورج هنت ويليامسون
جورج هنت ويليامسون (بالإنجليزية: George Hunt Williamson)‏ هو كاتب أمريكي، ولد في 9 ديسمبر 1926 في شيكاغو في الولايات المتحدة، وتوفي في 1986.